# شهرستان زرندی
شهرستان زرندی (به قزاقی: Зеренді ауданы، زەرەندى اۋدانى) یک شهرستان در قزاقستان است که در استان آق‌مولا واقع شده‌است.

## خصوصیات
شهرستان زرندی ۷٬۸۰۰ کیلومترمربع مساحت و ۳۹٬۹۷۲ نفر جمعیت دارد.